# Ranunculus obesus
Ranunculus obesus är en ranunkelväxtart som beskrevs av Ernst Rudolf von Trautvetter. Ranunculus obesus ingår i släktet ranunkler, och familjen ranunkelväxter. Inga underarter finns listade i Catalogue of Life.